# Poljana (okres Chust)
Poljana (ukrajinsky Поляна, maďarsky Gernyésmező) je vesnice v chustské městské komunitě, v okrese Chust, v Zakarpatské oblasti Ukrajiny.

## Klášter sv. Ivana
Zakladatelem ženské poustevny byl v roce 1936 kopašnovský farář Georgij Kenyz. Ivan Pop přidělil 20 stovek ze své země poblíž hory Kuzja a zbytek odkázal, aby byl po jeho smrti převeden do kláštera. Georgij Kenyz nechal postavit kapli, která byla vysvěcena na Květnou neděli. Ještě téhož léta začali stavět budovu pro 8 buněk. První abatyší byla jeptiška Magdalena (Maria Šelemba).
O stavbě nového kostela bylo rozhodnuto za abatyše Jevgenie v roce 1948. Stará kaple byla obehnána dřevěným kostelním srubem s vysokou kazetovou klenbou, v roce 1952 archimandrita Matfej hotový kostel vysvětil.
Jedním z mistrů atraktivní malé stavby byl Ivan Gangur. Ikonostas vyřezal Georgij Farkavec. Nedaleko byla postavena jednopatrová rámová dřevěná zvonice, na kterou byl instalován zvon vyrobený firmou „Acord“ v roce 1936 na náklady Ivana Pentzela a jeho manželky Anny Kindrat z Bystroje na Volovech.
V roce 1960 sovětské úřady klášter uzavřely, cely byly rozebrány, ale kostel a zvonice zůstaly.
Klášter byl obnoven v roce 1992. Abatyší se stala jeptiška Ljubov (Kryvanyč). Byly postaveny dvě zděné cely. U dřevěného kostela byla postavena zděná kaple Všech svatých.